# Нижньоцасучейське сільське поселення
Нижньоцасуче́йське сільське поселення (рос. Нижнецасучейское сельское поселение) — сільське поселення у складі Ононського району Забайкальського краю Росії.
Адміністративний центр та єдиний населений пункт — село Нижній Цасучей.

## Історія
Станом на 2002 рік існувала Цасучейська сільська адміністрація (село Нижній Цасучей).

## Населення
Населення сільського поселення становить 3112 осіб (2019; 3363 у 2010, 3427 у 2002).